# Shatkarma

Los seis shatkarmas.

Los shatkarmas (sánscrito: षटकर्म ṣaṭkarma, "seis acciones"), también conocidos como los shatkriyas son un conjunto de seis técnicas destinadas a purificar el organismo antes de la práctica del yoga. Se encuentran registradas por Svatmarama en el Hatha Yoga Pradipika, donde se definen como una herramienta o kriya, así como el Hatha Ratnavali, que añade dos más a las seis tradicionales.
Estas técnicas eliminan impurezas tanto físicas como espirituales, ayudan contra determinadas enfermedades y preparan el cuerpo para el pranayama.

## Técnicas
Los seis shatkarmas son los siguientes.
- Neti, un lavado nasal con agua salina para limpiar las vías respiratorias.
- Dhauti, un lavado del tracto digestivo.
- Nauli, un masaje abdominal empleando los músculos del vientre.
- Basti, un enema.
- Kapalabhati, una serie de inspiraciones y espiraciones para calentar.
- Trataka, concentrar la vista en un punto para aclarar la mente.

Los dos adicionales dados en el Hatha Ratnavali son:
- Cakri, un masaje anal con un dedo.
- Gajakarani, beber y expeler agua azucarada. El mismo término es empleado con diferente definición en el Hatha Yoga Pradipika.